# John de Wolf
John de Wolf (Schiedam, 10 dicembre 1962) è un allenatore di calcio ed ex calciatore olandese, di ruolo difensore, assistente tecnico del Feyenoord.

## Carriera
Il 23 febbraio 2025 viene confermato dal Feyenoord, nel ruolo di assistente tecnico, all'interno dello staff del neo allenatore Robin van Persie.

## Palmarès

### Club

#### Competizioni nazionali
- Coppa dei Paesi Bassi: 4

Feyenoord: 1990-1991, 1991-1992, 1993-1994, 1994-1995
- Supercoppa dei Paesi Bassi: 1

Feyenoord: 1991
- Campionato olandese: 1

Feyenoord: 1992-1993